# Yi Yuksa
Yi Yuksa, pseudonimo di Yi Won-rok (4 aprile 1904 – 16 gennaio 1944), è stato un poeta coreano e un attivista indipendentista.

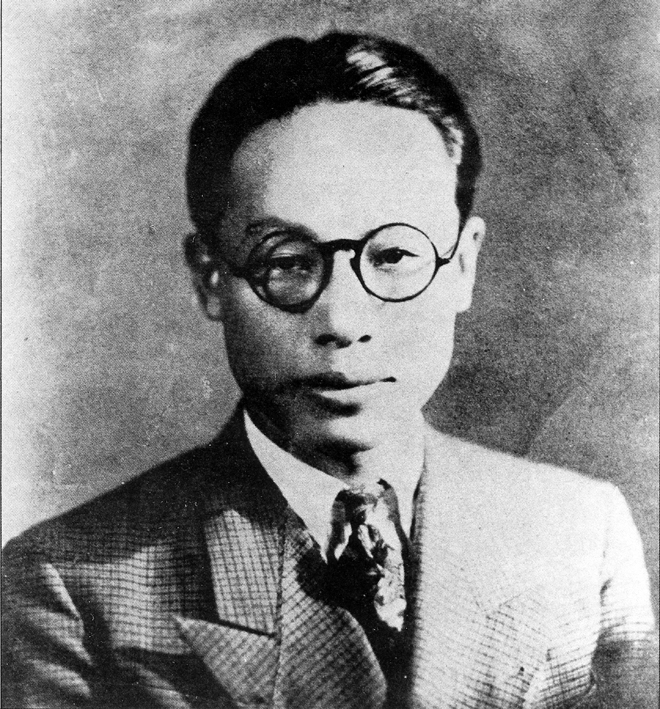
Yi Yuksa

Le sue opere rappresentano lo spirito della resistenza coreana al dominio giapponese negli anni Trenta e Quaranta del XX secolo.

## Vita
Yi Won-rok nasce ad Andong, nel Gyeongsang Settentrionale, il 4 aprile del 1904. È un discendente del celebre studioso neoconfuciano Yi Hwang (1501-1507), meglio conosciuto come Toegye.
Yi completa l'istruzione primaria ad Andong, diplomandosi nel 1919, all’età di 15 anni. Nel 1920 si trasferisce con la famiglia a Taegu, dove si sposa con An Il-yang (안일양), con la quale avrà due figli. Dopo un periodo di insegnamento, nel 1924 sceglie di recarsi in Giappone per studiare all’università.
Nel 1925 fa ritorno a Taegu e con i fratelli si unisce all’Uiyoldan (의열단), un’associazione segreta per l'indipendenza della Corea creata nel 1919 come risposta alla repressione giapponese del movimento del primo marzo. L’associazione contava cellule sia in Corea che in Cina; i suoi attivisti credevano nell'insurrezione rivoluzionaria e nell'egalitarismo e agivano anche attraverso atti di sabotaggio e omicidi politici. Yi si trasferisce a Pechino nel 1925, probabilmente proprio per conto di questa associazione, e studia all'Università Sun Yat-sen nella provincia di Guangzhou. Dopo essere rientrato in Corea nel 1927, viene incriminato per l'attentato alla filiale della Choseon Bank di Taegu compiuto dai membri dell'Uiyoldan: arrestato, sconterá 18 mesi di prigione.
Una volta uscito, Yi comincia a lavorare come giornalista e nel 1930 pubblica la sua prima poesia, Mal (말 Cavallo) nel quotidiano Choseon Ilbo (조선일보). Dal 1931 al 1933 studia in diverse città della Cina, mantenendo nel frattempo contatti con la resistenza coreana. Dopo il suo ritorno in Corea nel 1933 comincia seriamente a concentrarsi sulla scrittura, pubblicando poemi e saggi sulle riviste Shin Choseon (신조선 ) e Poetics, e traduzioni dal cinese, come per esempio Guxiang (La vecchia casa, 1921) dello scrittore Lu Xun. Yi Yuksa incontrerà quest'ultimo a Shanghai nel giugno del 1933, e questo rapporto di amicizia lo segnerà profondamente, influenzando le sue opere.
Nel 1935 Yi Yuksa collabora alla pubblicazione della raccolta delle opere di Chong Yak-yong, conosciuto anche come Dasan, diretta da Chong In-bo.
Nel 1942 comincia a mostrare sintomi di una malattia polmonare e trascorre diversi mesi in ospedale. Nell’aprile 1943 si reca a Pechino, dove svolge attività di esportazione di armi di contrabbando in Corea. Tornato qualche mese dopo in patria per l'anniversario della morte della madre, viene arrestato e in seguito trasferito a Pechino, dove muore in prigione il 16 gennaio 1944, all’età di 39 anni. Secondo alcune testimonianze, quando era ancora in vita il suo corpo sarebbe stato sottoposto ad esperimenti, una pratica comune in quel periodo nelle prigioni giapponesi e nei centri delle comfort women. Il suo corpo è stato cremato e sepolto nel cimitero pubblico di Miari a Seul.

## Stile
Yi Yuksa sceglie di seguire la tradizione lirica della poesia coreana, legata principalmente alla natura. Inoltre scrive servendosi dell'Hangŭl in un periodo in cui il Giappone ne aveva vietato l’uso. L'utilizzo della lingua coreana e del suo alfabeto rappresentava per lui un'affermazione dell'identità della sua nazione.
Nei suoi primi lavori come Hwanghon (황혼 Crepuscolo) e Cheongpodo (청포도, Uva Verde) ha tentato di evidenziare diversi aspetti della cultura tradizionale coreana, a cui ha sempre attribuito un grande valore. Il poeta, infatti, ha numerose volte sottolineato la grande importanza dell'imparare a conoscere il patrimonio culturale della propria patria.
Per non incorrere nella censura giapponese, i suoi lavori contengono un grande numero di simbolismi e metafore, per evitare di criticare apertamente il governo oppressore o le vicende che lo riguardavano.
Le immagini dell'alba, della notte e dell'inverno presenti nelle sue poesie alludono al periodo oscuro che il suo paese stava vivendo. La dimensione temporale in cui si collocano le sue poesie è dilatata, e spazia dai suoi ricordi d'infanzia, legati alle immagini di una natura incontaminata, a un futuro lontano miriadi di anni, a cui fanno da sfondo luoghi esotici.

## Opere

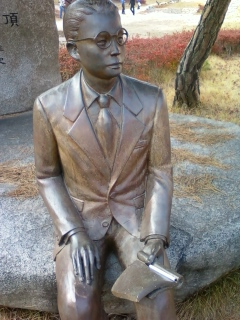
Statua dell'autore al Yi Yuksa Museum

Yi Yuksa ha scritto circa quaranta poesie, che combinano il lirismo con il sentimento anticoloniale. Come simbolo della resistenza del popolo coreano durante il dominio giapponese, esse continuano ad essere incluse nei testi scolastici coreani. Le sue poesie più note sono Mal (말 Cavallo), Hwanghon (황혼 Crepuscolo), Cheongpodo (청포도, Uva Verde), Kwangya (광야 La vasta pianura ), Tokpaek (독백 Monologo), Cholchong (절정 La vetta) e Ch'oga (초가 Casa dal tetto di paglia).
Una ventina di poesie, raccolte sotto il titolo Yuksa shijip (육사시집 Poesie di Yuksa), è stata pubblicata postuma dal fratello nel 1946. Nel 1956 è apparsa una seconda edizione con nuove opere venute alla luce, e nel 1974 la versione definitiva.
Kwangya (광야 La vasta pianura) è uno dei più chiari esempi dell'abilità di Yi Yuksa di unire il lirismo al sentimento anti-colonialista:
하늘이 처음 열리고
어데 닭 우는 소리 들렸으랴
모든 산맥들이
바다를 연모해 휘달릴 때도
차마 이곳을 범(犯)하던 못하였으리라
끊임없는 광음(光陰)을
부지런한 계절이 피어선 지고
큰 강물이 비로소 길을 열었다
지금 눈 내리고
매화 향기 홀로 아득하니
내 여기 가난한 노래의 씨를 뿌려라.
다시 천고(千古)의 뒤에
백마 타고 오는 초인(超人)이 있어
이 광야에서 목놓아 부르게 하리라»
Quando il cielo per la prima volta si è aperto,
Da qualche parte un gallo deve aver cantato.
Nessuna catena montuosa,
Che cerca di raggiungere l'anelato mare,
Avrebbe potuto osare invadere questa terra.
Mentre le indaffarate stagioni esplodono e scemano,
Con il tempo senza fine,
Un grande fiume apre per primo la strada.
Adesso la neve cade,
Il profumo dei boccioli del prugno è ormai lontano,
Pianterò il seme della mia triste canzone qui.
Quando un superuomo verrà
Su un bianco cavallo percorrendo miriadi di anni
Lasciate che canti ad alta voce la mia canzone sulla vasta pianura.»
(Yi Yuksa, Kwangya (광야 La vasta pianura))
La poesia comincia con la storia della fondazione della Corea, ponendo enfasi sull'inviolabilità delle sue terre.
I boccioli di prugno, che sia in Corea che in Cina fioriscono ancor prima della fine dell'inverno, sono simbolo di integrità. Ma il loro profumo è ormai lontano, mentre la Corea vive un lungo inverno. La neve, che rappresenta la fredda stagione, simboleggia l'oscuro periodo della dominazione giapponese.
Nonostante Yi Yuksa abbia scritto racconti brevi come Kohyang (고향 Casa) e anche dei saggi come Eunhasu (은하수 La via lattera) e Ch'anggongae kurineun maeum(창공에 그리는 마음 Desiderare il cielo), sono stati i suoi poemi a portarlo al successo rendendolo una delle più importanti figure nella storia del panorama letterario coreano.

## Riconoscimenti
Nel 1957, a Taegu, è stato organizzato un simposio in suo ricordo, presentato dai due poeti Cho Ji-hun e Kim Jong-gil.
Nel 1960 i resti di Yi sono stati sotterrati vicino al suo luogo di nascita e nel 1968 è stato eretto un memoriale ad Andong. Fuori città è stato inoltre realizzato un museo in suo onore, in memoria della sua opera e del suo impegno nella resistenza per l’indipendenza del suo paese. Il museo espone le informazioni storiche del poeta e i suoi conseguimenti.

## Televisione
Yi Yuksa è stato rappresentato nel 2011 nel drama della MBC The Peak (절정), trasmesso in occasione del 66º anniversario del giorno della liberazione della Corea.

## Curiosità
Yi Yuksa è stato imprigionato diciassette volte per crimine contro i giapponesi.
Il suo pseudonimo Yuksa deriva dal suo numero di cella: 264, "yi-yuk-sa" in coreano.